# Basquetebol do Akhisar Belediyespor
A equipe de basquetebol do Akhisar Belediye Gençlik ve Spor Kulübü, conhecido também apenas como Akhisar Belediye, é o departamento do clube baseado em Akhisar, Turquia que atualmente disputa a TBL. Manda seus jogos no Ginásio Esportivo Akhisar Belediye com capacidade para 1.800 espectadores.

## Histórico de Temporadas
| Temporada | Nível | Liga | Pos. | J     | PL  | Resultado         |
| --------- | ----- | ---- | ---- | ----- | --- | ----------------- |
| 2009-10   | 2     | TBL2 | 6    | 12-10 | 0-2 | Oitavas de finais |
| 2010-11   | 2     | TBL2 | 8    | 10-12 |     |                   |
| 2011-12   | 2     | TBL2 | 8    | 10-12 | 1-2 | Quartas de finais |
| 2012-13   | 2     | TBL2 | 4    | 22-12 | 2-2 | Semifinais        |
| 2013-14   | 2     | TBL2 | 4    | 23-11 | 0-2 | Quartas de finais |
| 2014-15   | 2     | TBL2 | 5    | 23-11 | 1-2 | Quartas de finais |
| 2015-16   | 2     | TBL  | 13   | 14-20 |     |                   |
| 2016-17   | 2     | TBL  | 11   | 14-20 |     |                   |
| 2017-18   | 2     | TBL  | 8    | 17-17 | 0-2 | Quartas de finais |
| 2018-19   | 2     | TBL  | 9    | 16-14 | 2-3 | Semifinais        |

fonte:eurobasket.com

## Títulos

### Copa Federação TBL
- Finalista (1):2013-14